# Da Alemanha
Da Alemanha (no original em francês: De l'Allemagne)  é um ensaio literário e filosófico da escritora Madame de Staël. A obra contém uma riqueza de observações históricas e contemporâneas sobre literatura, artes, ciências e nova filosofia desenvolvida à sombra do Iluminismo, do outro lado do Reno. Publicado em 1810, com uma segunda edição em 1813, Staël examinou a cultura, a literatura e o pensamento alemães, fornecendo uma visão abrangente da sociedade alemã e de suas perspectivas sobre a Querela dos Antigos e Modernos. Staël conectou as perspectivas alemãs com o contexto europeu, enriquecendo o debate e promovendo uma compreensão mais ampla das tensões culturais e literárias entre os clássicos antigos e a produção contemporânea.

## História
A obra deveria ter sido publicada no ano de 1810, quando Germaine de Staël passava pelo exílio decidido por Napoleão, após ter publicado o romance Delphine. Apesar de ter se precavido durante a escrita, não escapou da censura, e os exemplares foram apreendidos e destruídos, com exceção de três volumes, anotados pelo editor, Henri Nicolle, e mantidos na Biblioteca Nacional da França.
Surgiu, em 1813 uma edição clandestina (impressa em Londres e republicada no ano seguinte, em 3 volumes), porém foi somente após a queda do imperador que a obra pôde aparecer oficialmente na França. A edição de 1839, em 1 volume, teve o prefácio escrito por Xavier Marmier da Académie française. Foi publicado pela editora Charpentier (que também distribui as obras de Balzac). Um segundo prefácio, narra em detalhes as edição destruída pela polícia imperial.

## Conteúdo
Na primeira parte, a autora Germaine de Staël dedica 20 capítulos à variados dados geográficos e sociológicos: Diversos capítulos tratam sobre o sul da Alemanha, Áustria, Viena, norte da Alemanha, Saxônia, Weimar, Prússia, Berlim (...). O terceiro capítulo é dedicado às mulheres alemãs e o quarto trata do espírito de cavalheirismo sobre o amor e a honra. No décimo primeiro encontramos informações sobre o espírito de conversação e o décimo oitavo sobre as universidades.

A segunda parte do ensaio é dedicada à literatura e às artes. Como encontrado no primeiro de seus 32 capítulos, trata-se de reparar a ignorância ou desinteresse dos franceses daquela época por uma apresentação bastante completa das obras alemãs, literárias, poéticas, teatrais, pictóricas etc. Os capítulos independentes dessa parte são dedicados a Wieland, Klopstock, Lessing e Winckelmann, Goethe, Schiller .

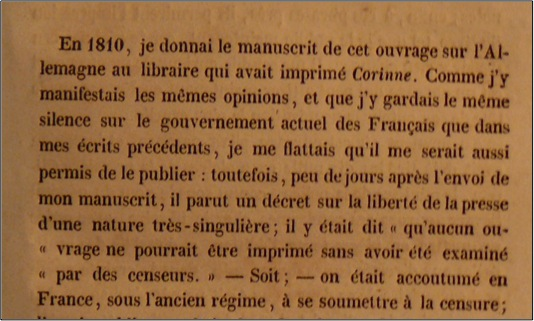
Início do prefácio de Germaine de Staël nas edições de 1813 e posteriores (aqui a edição de 1839)

Na terceira parte são escritos 21 capítulos dedicados à filosofia e à moral com a erudição e a clareza de apresentação que conhecemos do romancista epistolar e filósofo genebrino. Os primeiros quatro são dedicados às suas opiniões sobre filosofia em geral, filósofos ingleses ( Bacon e Locke em particular) e franceses ( Pascal, Descartes, Malebranche, Condillac ). Em especial, tem um aparte exclusiva dada a Emmanuel Kant, e à nova filosofia alemã, não sem antes ter apresentado a obra de Leibniz . No capítulo VI, Madame de Staël expressa a admiração que tem por Kant. Independentemente da análise da Crítica da Razão Pura, da Crítica da Razão Prática e da Crítica do Juízo, recorda os primeiros trabalhos científicos do jovem Kant e que lhe devemos a previsão da existência de Urano, antes de Herschel observação do planeta. Dois capítulos da terceira parte especificam a moral, fundada no interesse pessoal, no interesse nacional, e um capítulo é dedicado à moral científica. Jacobi e seu romance filosófico Woldemar são objeto de dois capítulos.
Na quarta parte encontra-se 12 capítulos sobre a religião na Alemanha: os respectivos lugares ocupados pelo protestantismo e catolicismo, os teosofistas, as seitas, a contemplação da natureza, o entusiasmo e sua influência do no Iluminismo e, finalmente, a obra conclui com a influência do entusiasmo sobre a felicidade.

## Tradução para o português
Madame de Staël. Da Alemanha. Editora da Unesp, 2016. ISBN 9788539306480